# 109 (عدد)
109 (مائة وتسع) هو عدد صحيح. يلي العدد 108 ويسبق العدد 110 وهو عدد طبيعي موجب.